# بابا رکن‌الدین

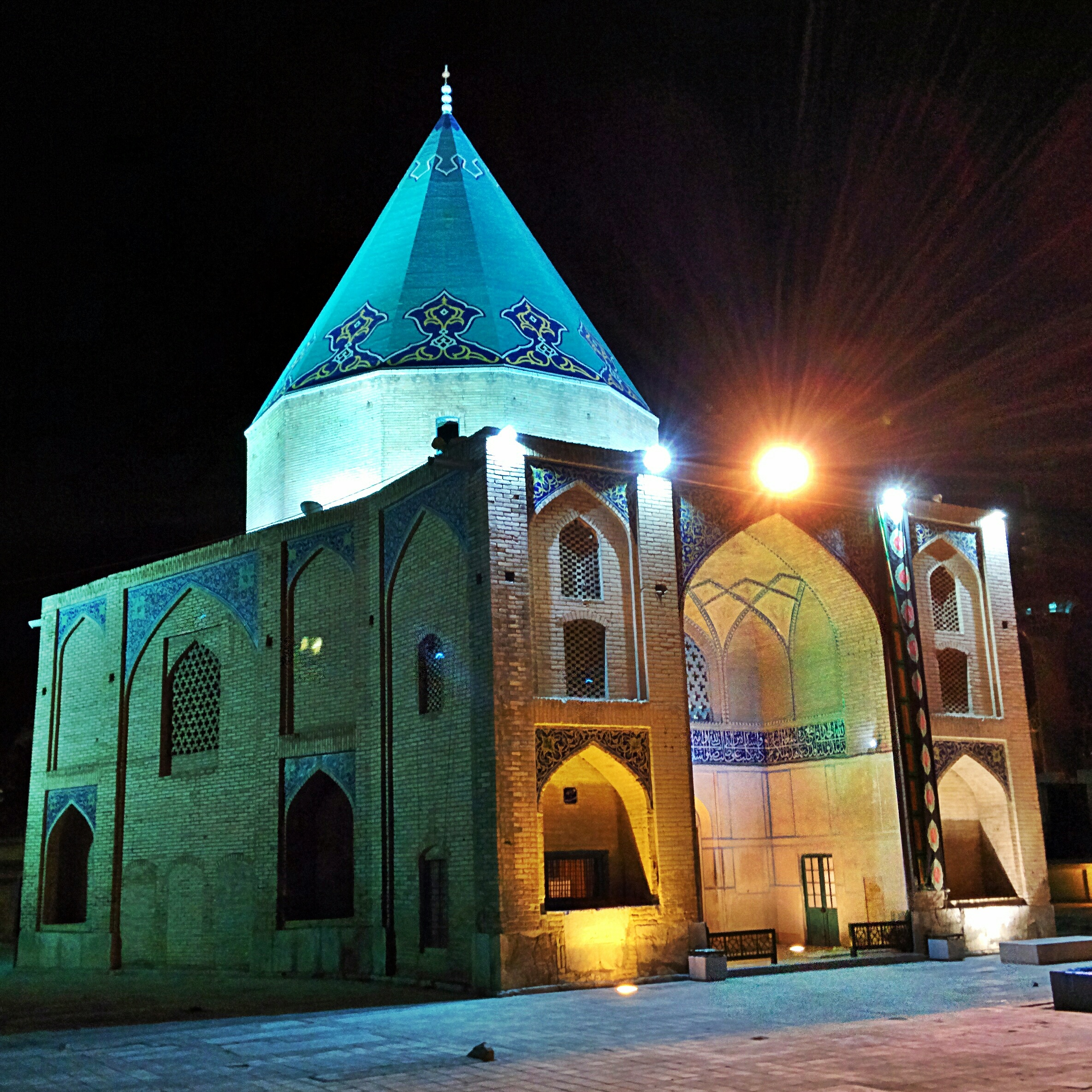
نمایی از مقبره بابا رکن‌الدین در سال ۱۳۹۳

مسعود بیضاوی معروف به بابا رکن‌الدین و بابا رکن‌الدین شیرازی (متولد بیضا شیراز) از بزرگان مشایخ عرفان و علمای قرن هشتم هجری بود که در زمان سلطنت ابوسعید ایلخان مغول در اصفهان زندگی می‌کرد.

## زندگی
او در طول زندگی با نهایت احترام می‌زیست. بابا رکن الدین از شاگردان عبدالرزاق کاشانی و همچنین داود قیصری بود. از مریدان می‌توان به بابا رکن‌الدین، بهاءالدین محمد عاملی، معروف به شیخ بهایی دانشمند معاصر صفویه بود اشاره کرد. در عصر قاجار نیز بابا رکن‌الدین مریدان و معتقدان بسیاری داشت، از جمله مُلاحسن نایینی که از بزرگان و اقطاب زمان خود بود و در عرفان و تصوف سرآمد بود. بابا رکن الدین از عرفای بزرگی است که در تمام اوقات، جمعی کثیر از معتقدان درمحضر وی تلمذ می‌کردند. او در عرفان و سیروسلوک، همانند استاد و مرشدش، کمال الدین عبد الرزاق کاشی با سلسلهٔ معروف سهروردیه پیوند داشت. رساله قلندریه و شرح فصوص الحکم از آثار اوست، این کتاب در اصل تألیف ابن العربی است و بابا رکن‌الدین شرحی بر آن نوشته است. این شرح با نام نصوص الخصوص فی ترجمه الفصوص معروف است. 

## درگذشت
بابا رکن‌الدین در سال ۷۶۹ هجری قمری وفات یافت. بابا رکن‌الدین نخستین دانشمند معروفی است که در تخت فولاد (در آرامگاه بابا رکن الدین) دفن شده است.
پل خواجوی اصفهان به نام پل بابا رکن‌الدین نیز خوانده شده است.